# Sympa (informatique)
Sympa (Système de Multi-Postage Automatique) est un gestionnaire de listes électroniques libre. Il permet d'automatiser les fonctions de gestion des listes telles que les abonnements, la modération et la gestion des archives. Le logiciel Mailman appartient à la même famille.

## Présentation
Le développement et la diffusion de Sympa étaient contrôlés par RENATER jusqu’en 2017, année où le logiciel est forké par la communauté afin d’en redynamiser le développement. La première version diffusée par la communauté est la 6.2.18, le 25 juin 2017. RENATER reste cependant impliqué dans le développement.
Les mises à jour sont régulières : une version est publié à peu près tous les deux mois. Le logiciel est diffusé sous une licence libre (GPL).
Le logiciel Sympa peut être installé sur des machines dont le système d'exploitation repose sur Unix et dérivés, i.e.: Linux, FreeBSD, NetBSD, Digital UNIX, Solaris, AIX, HP-UX et peut utiliser de nombreuses bases de données : PostgreSQL, MySQL, SQLite, Oracle…
Au fil des années, le logiciel Sympa est devenu très complet. Il propose, notamment, les fonctionnalités suivantes :
- Commandes par courriel
- Interface web complète pour la gestion des listes
- Archive web des listes
- Support MIME
- Gestion des "bounces"
- Fonctionnalités dédiées au maître des listes (Listmaster)
- Hautes performances et scalabilité
- Intégration à des logiciels tiers
- Personnalisations avancées des listes et interfaces [5]